# Bon Bon Buddy

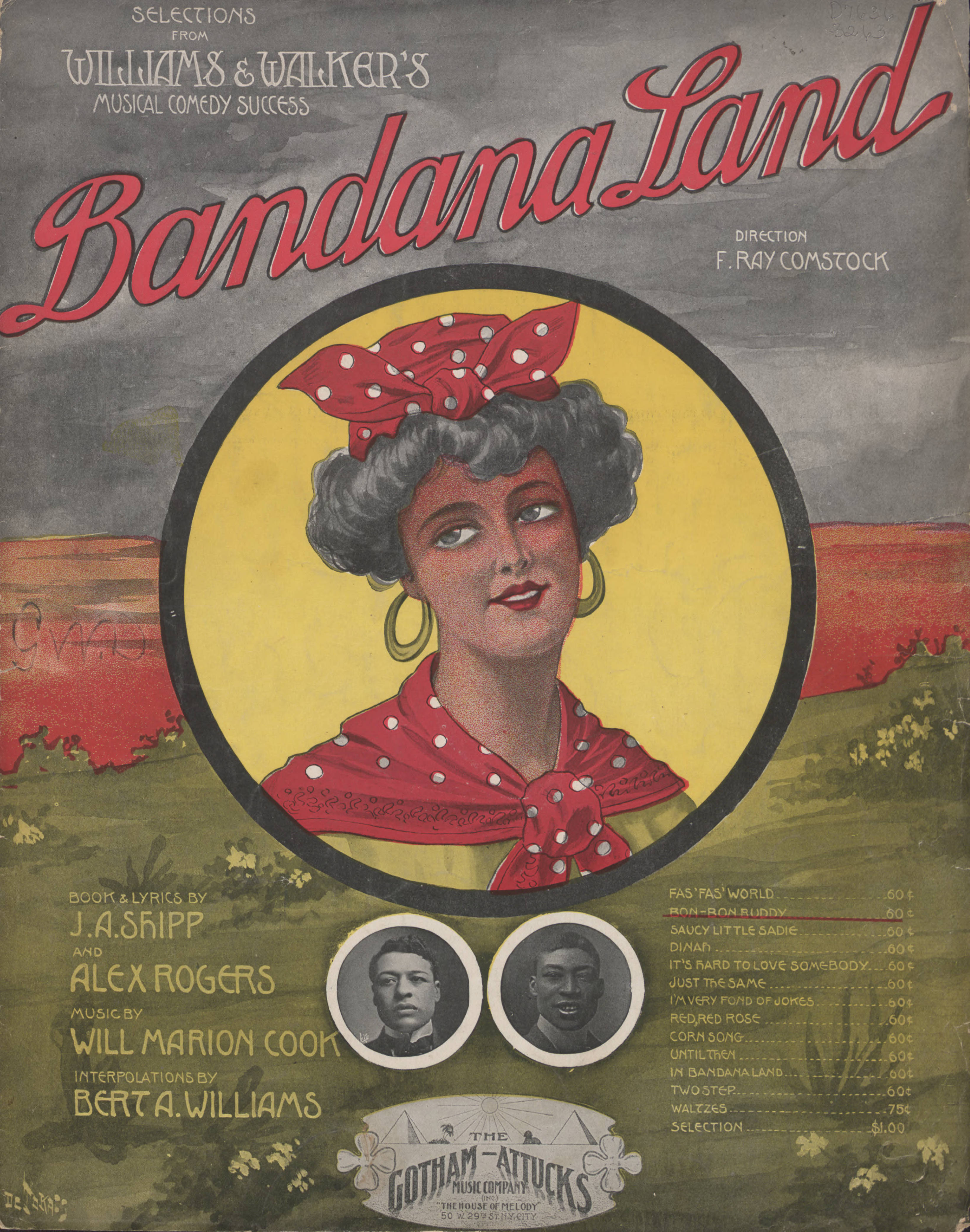
Cover da música "Bon Bon Buddy" que encerrou o Ato 2 do musical "Bandanna Land" de 1908. Bert Williams está na foto no canto inferior esquerdo; George Walker no canto inferior direito

Bon Bon Buddy (The Chocolate Drop) é uma música publicada pela Victor Records de Will Marion Cook e escrito por Alex Rogers. Foi introduzido no musical Bandanna Land de 1908. Hoje, as versões mais conhecidas da canção amplamente esquecida são de Billy Murray, que gravou versões em 1908 na Victor Records e na Indestructible Records.